# Осада Яффы
Осада Яффы продолжалась с 3 по 7 марта 1799 года. Французской армии под общим командованием Наполеона Бонапарта противостоял гарнизон османской империи под командой Ахмеда Аль-Джаззара. 7 марта 1799 года французы взяли город.

## Яффа
После успешного покорения Египта Наполеон Бонапарт продолжил наступать на османские территории на Ближнем Востоке. Недавно захватив Османскую крепость в Эль-Арише, он хотел укрепить свою позицию в Леванте. В начале марта его войска, страдая по дороге от голода и жажды, испытывая предательство проводников и мародёров, подошли к Яффе.
Город Яффа был окружён высокими стенами, усиленные башнями; кроме того османы построили обширные оборонительные укрепления. Однако перед стенами не было рва. Ахмед Аль-Джаззар поручил оборону своим войскам, среди которых было 1'200 артиллеристов. Перед дальнейшим наступлением куда-либо Наполеон должен был взять Яффу, вся судьба французской экспедиции зависела от этого, поскольку город был одним из главных торговых центров Великой Сирии, а городская бухта могла стать жизненно важным убежищем для флота Наполеона.

## Осада
3 марта 1799 года (13 вантоза 7 года эры Республики) авангард под командованием Клебера подошёл к стенам города и занял позицию в двух лье (менее 9 км) от города, в то время как дивизии Бона и Ланна окружали город осадными линиями.
На следующий день силы Мюрата предприняли рекогносцировку, но были встречены плотным огнём из тридцати орудий. В ночь с 4 на 5 марта против квадратной башни на южном валу города были установлены батарея для пробития стены и две контр-батареи. День 6 марта был посвящён завершению работ, несмотря на отражение многочисленных вылазок защитников города.
Рано утром 7 марта Бонапарт послал офицера и трубача к Aль-Джаззару с приказом сдать город, однако Аль-Джаззар приказал отрубить головы французским посланцам и организовать вылазку. В 7 утра французская артиллерия начала обстрел. К 13 часам французам удалось обрушить одну из башен. В 15 часов Бонапарт обошёл траншею и, решив, что брешь даёт шансы на успех, послал войска на штурм. Защитники доблестно сражались, не уступая ни клочка земли.
В это время дивизия Бона, которая вела отвлекающие действия на севере, случайно обнаружила подземный ход. Дивизия немедленно устремилась туда и появилась в центре города. Заметив колебания защитников, дивизия Ланна усилила нажим и быстро овладела квадратной башней.
Отчаявшиеся турки, оказавшись между двух огней, вступили в тесный бой с французами. Французы преследовали рассеянные остатки гарнизона из дома в дом.

## Последующие события
Согласно некоторым источникам французские посланцы, которые грубо потребовали сдать город, были схвачены, подвергнуты пыткам, кастрированы и обезглавлены, их головы были выставлены на колах на городских стенах. Такое обращение с парламентёрами и упорное сопротивление защитников вызвало ярость осаждающих: было вырезано множество мирных жителей. Адъютанты Богарне и Круазье, посланные, чтобы восстановить порядок и положить конец массовым убийствам, узнали, что большое количество османских войск заняло группу зданий и согласилось сдаться только после обещания, что им сохранят жизни. Два офицера согласились на их просьбу. Увидев 3 тыс. пленных Бонапарт воскликнул:

«Что вы хотите, чтобы я сделал с таким количеством пленных? У меня есть провизия, чтобы их кормить, корабли, чтобы их вывезти? Чёрт возьми, что со мной сделали?»
Оригинальный текст (фр.)
Que veulent-ils que je fasse de tant de prisonniers ? Ai-je des vivres pour les nourrir, des bâtiments pour les déporter ? Que diable m'ont-ils fait là ?
— 
Бонапарт не пожелал уважить обещания своего пасынка Евгения Богарне, что французы пощадят жизни пленных, и приказал казнить большую часть османских пленных (согласно отдельным источникам около 2440, а другим — 4100; подавляющую часть составляли албанцы). Пленные был расстреляны или заколоты штыками. Наполеон также приказал казнить османского губернатора Абдаллах-бея.
Сторонники Наполеона позднее писали о его решении: «Чтобы сохранять контроль над такой массой заключённых, необходимо было выделить охрану, что сильно сократило бы численность армии, а отпустить их могло означать, что они соединятся с армией Ахмеда Аль-Джаззара».
Наполеон позволил сотням местных жителей покинуть город, надеясь, что они разнесут вести от падении Яффы по другим сирийским городам и устрашат их защитников. Но это привело к обратному результату: получив эти новости, защитники сражались более яростно.
19 марта французская армия была уже у стен Акры, но после месяца безуспешной осады была вынуждена уйти.
Тем временем в Рамле, где находился штаб французов, вспыхнула эпидемия чумы, буквально выкосившая обитателей города и французские войска. Накануне отступления из Сирии Наполеон предложил армейским медикам (под началом Десгенета) дать серьёзно заболевшим военным, не подлежащим эвакуации, смертельную дозу лауданума, но они убедили его отказаться от этой идеи. Победив османов на севере страны, Наполеон покинул Палестину. После его отъезда англичане, объединившиеся с османами под командованием Уильяма Сидни Смита, восстановили городские стены Яффы
После девятимесячной осады Яффа была вновь взята силами бывшего противника Наполеона Ахмеда Аль-Джаззара, губернатора Акры.